# 반데르송
반데르송 지올리베이라 캄푸스 (Vanderson de Oliveira Campos, 2001년 6월 21일 ~ )는 브라질의 축구 선수이며, 모나코에서 라이트백으로 뛰고 있다.